# Sarah Atcho
Sarah Atcho (Losanna, 1º giugno 1995) è una velocista svizzera.
Nel suo palmarès vanta una medaglia d'argento nei 200 metri piani e una di bronzo nella staffetta 4×100 metri agli europei under 23 di Bydgoszcz 2017, nonché un bronzo nella 4×100 metri agli europei under 23 di Tallinn 2015.

## Biografia
È nata a Losanna il 1º giugno 1995, da padre ivoriano e madre marocchina.
Ai mondiali juniores di Barcellona gareggia dapprima nei 200 m piani, venendo eliminata in batteria con un tempo di 24"73. Stessa sorte capita nella staffetta 4×100 m, che vede la squadra svizzera (formata oltre a lei da Nora Frey, Charlène Keller e Samantha Dagry) uscire in batteria con 45"61.
Nella successiva edizione di Eugene 2014 raggiunge la semifinale dei 200 m con una prestazione di 23"82, oltre che un quinto posto nella staffetta 4×100 m con Majella Hauri, Ajla Del Ponte e Irina Strebel.
L'estate del 2015 è il turno degli europei under 23 di Tallinn, dove raggiunge il sesto posto nella finale dei 200 m con una prestazione di 23"85. Nel corso della stessa rassegna, insieme alle compagne di nazionale della staffetta 4×100 m (Lena Weiss, Charlène Keller e Noemi Zbären), vince la medaglia di bronzo stabilendo il nuovo record nazionale under 23 con il tempo di 44"24, dietro a Germania e Italia.
Pur non partecipando nelle gare individuali dei mondiali di Pechino 2015 riesce ad entrare a far parte della staffetta 4×100 m con Marisa Lavanchy, Léa Sprunger e Mujinga Kambundji, dovendosi tuttavia fermare alle batterie con un tempo di 43"38.
Nell'estate del 2016 prende parte alla staffetta 4×100 m dei Giochi olimpici di Rio de Janeiro 2016, assieme ad Ajla Del Ponte, Ellen Sprunger e Salomé Kora. In tale circostanza la squadra elvetica è eliminata in batteria, non riuscendo a far meglio di 43"12.
Agli europei indoor di Belgrado 2017 si dedica solamente alla competizione individuale, raggiungendo dapprima la semifinale dei 60 metri piani con un primato personale di 7"32. La gara dei 400 metri piani le riserva invece una delusione, con un'eliminazione in batteria.
Il 15 luglio 2017, agli europei under 23 di Bydgoszcz, coglie la medaglia d'argento nei 200 m piani dietro alla favorita Finette Agyapong, stabilendo anche il suo personale con il tempo di 22"90. Il giorno seguente si fregia anche del bronzo con la staffetta 4×100 m (composta assieme alla Atcho da Riccarda Dietsche, Ajla Del Ponte e Géraldine Frey), in una gara che vede il quartetto svizzero seguire di pochissimo Spagna e Francia.

## Progressione

### 100 metri piani
| Stagione | Tempo | Luogo             | Data      | Rank. Mond. |
| -------- | ----- | ----------------- | --------- | ----------- |
| 2018     | 11"20 | Zofingen          | 13-7-2018 |             |
| 2017     | 11"33 | Bulle             | 18-6-2017 |             |
| 2016     | 11"66 | Weinheim          | 29-5-2016 |             |
| 2015     | 11"62 | Olten             | 6-9-2015  |             |
| 2014     | 11"86 | Bulle             | 12-7-2014 |             |
| 2013     | 12"00 | La Chaux-de-Fonds | 19-6-2013 |             |
| 2012     | 12"01 | Mannheim          | 23-6-2012 |             |
| 2011     | 12"31 | Losanna           | 7-5-2011  |             |
| 2010     | 12"88 | Yverdon-les-Bains | 2-10-2010 |             |

### 200 metri piani
| Stagione | Tempo | Luogo             | Data      | Rank. Mond. |
| -------- | ----- | ----------------- | --------- | ----------- |
| 2018     | 22"80 | La Chaux-de-Fonds | 1-7-2018  |             |
| 2017     | 22"90 | Bydgoszcz         | 15-7-2017 |             |
| 2016     | 23"30 | Ginevra           | 17-7-2016 |             |
| 2015     | 23"52 | Tallinn           | 10-7-2015 |             |
| 2014     | 24"33 | Rapperswil-Jona   | 28-6-2014 |             |
| 2013     | 23"83 | Mannheim          | 29-6-2013 |             |
| 2012     | 24"33 | Berna             | 9-6-2012  |             |
| 2011     | 24"95 | Ginevra           | 28-5-2011 |             |

## Palmarès
| Anno | Manifestazione           | Sede           | Evento      | Risultato  | Prestazione | Note                                     |
| ---- | ------------------------ | -------------- | ----------- | ---------- | ----------- | ---------------------------------------- |
| 2012 | Mondiali juniores        | Barcellona     | 200 m piani | Batteria   | 24"73       |                                          |
| 2012 | Mondiali juniores        | Barcellona     | 4×100 m     | Batteria   | 45"61       |                                          |
| 2013 | Giochi della Francofonia | Nizza          | 200 m piani | 5ª         | 25"17       |                                          |
| 2013 | Giochi della Francofonia | Nizza          | 4×100 m     | Argento    | 45"01       |                                          |
| 2014 | Mondiali juniores        | Eugene         | 200 m piani | Semifinale | 23"82       |                                          |
| 2014 | Mondiali juniores        | Eugene         | 4×100 m     | 5ª         | 45"02       | Miglior prestazione personale stagionale |
| 2015 | Europei under 23         | Tallinn        | 200 m piani | 6ª         | 23"85       |                                          |
| 2015 | Europei under 23         | Tallinn        | 4×100 m     | Bronzo     | 44"24       | Miglior prestazione nazionale under 23   |
| 2015 | Mondiali                 | Pechino        | 4×100 m     | Batteria   | 43"38       |                                          |
| 2016 | Europei                  | Amsterdam      | 4×100 m     | 5ª         | 43"00       |                                          |
| 2016 | Giochi olimpici          | Rio de Janeiro | 4×100 m     | Batteria   | 43"12       |                                          |
| 2017 | Europei indoor           | Belgrado       | 60 m piani  | Semifinale | 7"32        | Miglior prestazione personale            |
| 2017 | Europei indoor           | Belgrado       | 400 m piani | Batteria   | 54"21       |                                          |
| 2017 | Europei under 23         | Bydgoszcz      | 200 m piani | Argento    | 22"90       | Miglior prestazione personale            |
| 2017 | Europei under 23         | Bydgoszcz      | 4×100 m     | Bronzo     | 44"07       |                                          |
| 2017 | Giochi della Francofonia | Abidjan        | 200 m piani | Argento    | 24"14       |                                          |
| 2017 | Mondiali                 | Londra         | 200 m piani | Semifinale | 23"12       |                                          |
| 2017 | Mondiali                 | Londra         | 4×100 m     | 5ª         | 42"51       |                                          |
| 2018 | Europei                  | Berlino        | 200 m piani | Semifinale | 22"88       |                                          |
| 2018 | Europei                  | Berlino        | 4×100 m     | 4ª         | 42"30       |                                          |
| 2019 | Europei indoor           | Glasgow        | 60 m piani  | Semifinale | 7"41        |                                          |
| 2019 | Universiadi              | Napoli         | 200 m piani | Semifinale | 23"53       |                                          |
| 2019 | Universiadi              | Napoli         | 4×100 m     | Oro        | 43"72       |                                          |
| 2019 | Mondiali                 | Doha           | 200 m piani | Batteria   | 23"29       |                                          |
| 2019 | Mondiali                 | Doha           | 4×100 m     | 4ª         | 42"18       | Record nazionale                         |
| 2022 | Mondiali                 | Eugene         | 4×100 m     | 7ª         | 42"81       | [ 3 ]                                    |
| 2023 | Europei indoor           | Istanbul       | 60 m piani  | Semifinale | 7"26        |                                          |
| 2024 | World Relays             | Nassau         | 4×100 m     | Batteria   | 43"29       |                                          |
| 2024 | Giochi olimpici          | Parigi         | 4x100 m     | Finale     | dq          |                                          |